# Nyctophilus major
Nyctophilus major és una espècie de ratpenat de la família dels vespertiliònids. Viu a Austràlia. El seu hàbitat natural són les conques hidrogràfiques i les zones costaneres i oceàniques. No hi ha cap amenaça significativa per a la supervivència d'aquesta espècie.